# Edmund Phelps
Edmund Strother Phelps (Evanston, 26 luglio 1933) è un economista statunitense, considerato capostipite dei neo-keynesiani.
Il 9 ottobre del 2006 è stato insignito del Premio Nobel per l'economia - come recita la motivazione - per «aver chiarito la comprensione delle relazioni tra gli effetti a breve ed a lungo termine delle politiche economiche».

## Biografia
Phelps si è diplomato all'Amherst College nel 1955 e ha conseguito il dottorato presso la Yale University nel 1959. Nonostante avesse ricevuto offerte dal MIT, ha iniziato la sua carriera accademica a Yale, trovandosi a stretto contatto con James Tobin e Arthur Schelling. Dopo aver lavorato per un anno alla Rand Corporation torna a Yale, per passare poi al MIT, dove insegna con Robert Solow e incontra Paul Samuelson e Franco Modigliani. Si trasferisce poi alla University of Pennsylvania e quindi alla Columbia University, dove ora è professore associato di politica economica.
Insieme al premio Nobel Christopher Pissarides e ad altri economisti, fa parte del LIGEP (LUISS International Group on Economic Policy), un gruppo di ricerca interno alla Libera università internazionale degli studi sociali Guido Carli, coordinato da Jean-Paul Fitoussi (professore alla stessa LUISS e all'Institut d'études politiques de Paris, conosciuto come Sciences Po), che si occupa di analizzare periodicamente la situazione economica mondiale ed italiana.
Il 18 giugno 2001 l'Università degli Studi di Roma Tor Vergata (facoltà di economia) gli ha conferito la laurea honoris causa.
Nel giugno 2020 ha firmato l'appello internazionale per l'economia viola («Per un rinascimento culturale dell'economia») pubblicato sul Corriere della Sera, El País e Le Monde.

## Gli studi economici
Edmund Phelps è noto soprattutto per il suo lavoro sulla crescita economica svolto alla Yale's Cowles Foundation negli anni sessanta. Secondo la teoria economica allora vigente, la disoccupazione e l'inflazione sono fenomeni strettamente correlati attraverso la cosiddetta curva di Phillips, che individua una relazione inversa tra i due fenomeni: allorché l'inflazione è elevata, la disoccupazione è modesta, e viceversa.
Phelps contribuì a chiarire e completare tale modello economico, indicando come l'inflazione non dipenda solo dalla disoccupazione, ma anche dalle aspettative che datori di lavoro e occupati ripongono nell'andamento futuro di prezzi e salari. Egli formulò dunque il primo modello della cosiddetta expectations-augmented Phillips curve (ovvero della curva di Phillips corretta con le aspettative). Questo approccio ha avuto un grande successo nei decenni seguenti, anche grazie ad alcune successive ricerche empiriche.

### Tasso naturale di disoccupazione
Il suo lavoro più originale è probabilmente quello relativo alla teoria del tasso naturale di disoccupazione. Tale teoria sostiene appunto la presenza di un livello naturale - ed incomprimibile - del fenomeno della disoccupazione (si pensi, ad esempio, alla cosiddetta disoccupazione volontaria), fornisce alcuni strumenti per la sua determinazione ed analizza come il mercato possa influenzarlo.

## Pubblicazioni
- (EN) Phelps, Edmund S., The Golden Rule of Capital Accumulation, in American Economic Review, vol. 51, 1961,  pp. 638-643.
- (EN) Phelps, Edmund S., Golden Rules of Economic Growth, 1966.
- (EN) Phelps, Edmund S., Models of Technical Progress and the Golden Rule of Research, in Review of Economic Studies, vol. 33, 1966,  pp. 133-146.
- (EN) Phelps, Edmund S., Money-Wage Dynamics and Labor Market Equilibrium, in Journal of Political Economy, vol. 76, 1968,  pp. 678-711.